# Phytobia pansa
Phytobia pansa este o specie de muște din genul Phytobia, familia Agromyzidae, descrisă de Mitsuhiro Sasakawa în anul 1996. Conform Catalogue of Life specia Phytobia pansa nu are subspecii cunoscute.